# Emil Ilse
Emil Ilse (* 14. März 1864 in Kempfeld; † 14. April 1943 in Köln) war ein deutscher General der Artillerie.

## Leben
Ilse trat am 14. April 1883 als Sekondeleutnant in das Niedersächsische Fußartillerie-Regiment Nr. 10 der Preußischen Armee in Straßburg ein. Vom 1. Oktober 1885 bis 30. September 1887 absolvierte er die Vereinigte Artillerie- und Ingenieurschule. Als Premierleutnant (seit 17. April 1890) kommandierte man ihn vom 1. Oktober 1890 bis 21. Juli 1893 an die Kriegsakademie. Zeitgleich mit der Beförderung zum Hauptmann am 14. September 1893 erfolgte seine Ernennung zum Kompaniechef in seinem Stammregiment. Ab 19. März 1896 fungierte Ilse als Adjutant der Generalinspektion der Fußartillerie und man kommandierte ihn zunächst vom 2. Juli bis 17. August 1896 zum Großen Generalstab, wohin er anschließend versetzt wurde. 
Im weiteren Verlauf seiner Militärkarriere wurde Ilse als Generalmajor am 1. Oktober 1912 Kommandeur der 5. Fußartillerie-Brigade in Köln. Diesen Großverband führt er mit Ausbruch des Ersten Weltkriegs an der Westfront. Am 20. August 1914 gab er diesen Posten ab und wurde Chef der Artillerie der 2. Armee unter Generaloberst Karl von Bülow. Bereits einen Monat später trat er zur 4. Armee unter Albrecht Herzog von Württemberg über und fungierte hier als Chef des Stabes. In dieser Funktion wurde Ilse am 18. August 1915 zum Generalleutnant befördert und für seine Leistungen am 20. Oktober 1915 mit dem Bayerischen Militärverdienstorden II. Klasse mit Stern und Schwertern, im Dezember 1915 mit dem Roten Adlerorden II. Klasse mit Eichenlaub und Schwertern sowie am 28. August 1916 mit dem Orden Pour le Mérite ausgezeichnet. Am 24. Mai 1917 wurde er von seinem Posten entbunden und zum Kommandierenden General des XV. Armee-Korps ernannt. Ab 30. Oktober 1917 lag das Korps im Raum Reims und wurde als „Gruppe Brimont“ bezeichnet. Zu Beginn der Dritten Schlacht an der Aisne bildete die „Gruppe Ilse“ den rechten Flügel der 1. Armee. Am 15. Juli 1918 versuchten Ilses Truppen während des Angriffes „Reims–Marneschutz“ zwischen Berry-au-Bac und Brimont vergeblich durchzubrechen und mussten sich auf die Aisne zurückziehen.
Nach dem Waffenstillstand von Compiègne führte er seine Truppen in die Heimat zurück und wurde auf eigenen Wunsch 1919 aus dem Militärdienst entlassen.
Am 27. August 1939, dem sogenannten Tannenbergtag, erhielt Ilse den Charakter als General der Artillerie verliehen.